# Francis Kazadi
Francis Kazadi né le 20 juillet 1992 à Kinshasa est un footballeur international congolais  qui joue au poste d'attaquant.

## Carrière en club

### AS Vita Club
Il quitte l'AC Rangers pour l'AS Vita en janvier 2013.
Durant sa première saison 3 buts, la saison suivante il marque un seul but et sa dernière saison il marque également un but.

### FC Renaissance
Durant sa saison chez les oranges, il marques 15 buts en championnat et marque 1 but en finale de la coupe du congo pour clore la saison.